# Магда, Иван Иванович (врач)
Иван Иванович Магда (укр. Іван Іванович Магда; 30 мая 1904, Барвенково, Изюмского уезда Харьковской губернии Российской империи — 21 апреля 1994, Харьков, Украина) — украинский советский ветеринарный врач, доктор ветеринарных наук (1948), педагог, профессор (1948) Харьковского зооветеринарного института. Заслуженный деятель науки УССР (1951).

## Биография
После окончания в 1926 году Харьковского зооветеринарного института (ныне Харьковская государственная зооветеринарная академия), был оставлен в альма матер для дальнейшей работы. В 1927 году поступил в аспирантуру при кафедре хирургии Харьковского зооветеринарного института.
В 1933—1962 годах — доцент, профессор, заведовал кафедрой оперативной хирургии и топографической анатомии, одновременно — методист заочного отделения, декан.
Участник Великой Отечественной войны. В числе добровольцев института И. И. Магда пошёл в действующую армию. Военный врач. С начала войны работал начальником хирургического отдела фронтового госпиталя, а затем — выезжал в действующую армию по заданию военно-ветеринарного Управления. Кавалер орденов и медалей СССР.
В 1944 году был демобилизован из рядов Советской Армии для организации учебной работы в родном институте.
В 1948 г. защитил докторскую диссертацию на тему «Местное обезболивание в ветеринарной хирургии» и решением ВАК был утверждён в учёном звании доктора ветеринарных наук, тогда же ему присвоено звание профессора. В 1951 году постановлением Президиума Верховного Совета УССР ему было присвоено звание «Заслуженный деятель науки УССР».
Многократный участник ВДНХ, награждён золотой и серебряной медалями ВДНХ.
Его сын физик, профессор Игорь Иванович Магда.

## Научная деятельность
И. И. Магда — выдающийся советский учёный в области ветеринарной хирургии и воспитатель кадров ветеринарных хирургов, ветврачей.
Занимался научными исследованиями обезболивания и наркоза в хирургии; топографической анатомии; восстановления способности к репродукции и хозяйственной ценности крупного рогатого скота.
Под руководством Магды в практику ветеринарной хирургии были внедрены цианоакрилатные клеи для бесшовного соединения тканей.
Автор более 130 оригинальных научных работ. Среди них монографии «Местное обезболивание», переведенной на немецкий, китайский и украинский язык; «Травматический ретикулоперитонит»; 5 изданий учебника «Оперативная хирургия», в том числе на украинском языке; монография «Обезболивание животных», «Кастрация сельскохозяйственных животных». Он соавтор справочников «Ветеринарного врача», «Болезни крупного рогатого скота», «Болезни лошадей» и др.

## Избранные труды
- Місцеве знеболювання у ветеринарній хірургії. К., 1940;
- Местное обезболивание: Руководство для ветеринарных врачей. Москва, 1955;
- Оперативная хирургия домашних животных. 2-е изд. Москва, 1963;
- Оперативная хирургия с основами топографической анатомии домашних животных. 3-е изд. Москва, 1970;
- Оперативная хирургия. Москва, 1990;
- Оперативна хірургія: Практикум. К., 1993;
- Оперативна хірургія тварин з основами топографічної анатомії і анестезіології. К., 1995.